# Исидора Фићовић
Исидора Фићовић (рођена 1977) je српска сликарка.

## Биографија
Рођена је 1977. године. Дипломирала је сликарство 2001. и магистрирала 2007. на Факултету ликовних уметности Универзитета уметности у Београду. Завршила је мастер студије на интерфејс култури у Линцу 2016. где је проширила свој уметнички и креативни рад на интерактивну уметност и интердисциплинарно сагледавање самог рада. Докторирала је на Факултету ликовних уметности Универзитета уметности у Београду 2021. године. Преко размене је као студент боравила на Одељењу за дизајн визуелних комуникација Универзитета у Истанбулу 2013—2014. и на Институту за напредну медијску уметност и науку у Огакију 2015—2016. Од 2001. године излаже на бројним самосталним и групним изложбама, фестивалима и бијеналима у Србији, Аустрији, Турској, Италији, Америци, Данској, Шведској, Швајцарској, Немачкој, Енглеској, Словенији, Украјини, Јапану и другим земљама. Члан је Удружења ликовних уметника Србије од 2002. Добитник је бројних награда међу којима је прва награда на видео фестивалу „Видео тапета” у Велењу 2005. и награде Ротари клуба за слику у Београду 2012. и 2017. године. Њени радови се налазе у колекцији Центра за културу Деспотовац, Центра за културу Ковин, галерије „Луцида”, Културног центра Лесковац, Центра за ликовно образовање „Шуматовачка” у Београду, Апартман пројекта у Истанбулу и приватним колекцијама.